# Les Transmutations imperceptibles
Les Transmutations imperceptibles, venuda als Estats Units com The Imperceptible Transmutations i al Regne Unit com Imperceptible Transformation, és un curtmetratge mut francès de 1904 dirigit per Georges Méliès. Va ser venut per la Star Film Company de Méliès i està numerat del 556 al 557 als seus catàlegs.

## Sinopsi
Un jove príncep vestit del Renaixement fa trucs de màgia. Mostra un jove tirolès, que es transforma en princesa després de diversos avatars. Finalment, el príncep marxa amb la princesa.

## Producció
Méliès protagonitza la pel·lícula com el mag, que als catàlegs de Star Film s'identifica com un príncep. Els efectes especials es van crear amb escamoteigs i fosa.